# Nethegau
Der Nethegau, benannt nach dem Fluss Nethe, wird in unterschiedlichen Quellen auch Netago, Netga, Netgau, aber auch Nithega genannt und umfasst im Wesentlichen das Brakeler Bergland zwischen Weser und Eggegebirge um die Städte Brakel und Bad Driburg im heutigen Kreis Höxter in Nordrhein-Westfalen sowie den nördlichen Teil des heutigen Borgentreicher Stadtgebietes.

## Geographische Lage
Zu verschiedenen Zeiten wurde die Abgrenzung der mittelalterlichen Gaue unterschiedlich angegeben, zeitweise versuchte man sogar feste Grenzen zu erarbeiten. Heute wird eher die ungefähre Lage angegeben, da zu einem Gau gehörige Orte nur selten und punktuell aus den Quellen hervorgehen.
Aus einer Urkunde Ottos des Großen vom 8. Juni 965 geht hervor, dass der Hof Bodincthorpe, das heutige Bökendorf, im pago Nithega liegt und aus dem Erbbesitz der Liudolfinger dem Kloster Corvey geschenkt wird. Um 1400 wird Willebadessen als im Gericht in der Vestene videlicet in pago Netago (in heutigem Deutsch: „im Gerichtsbezirk, nämlich im Gau Nethegau“) gelegen bezeichnet.
Zusammen mit Hinweisen zu benachbarten Gauen und Landschaften ergibt sich folgendes Bild: Der Nethegau grenzt im Westen an das Eggegebirge, im Norden an den Wetigau, im Süden an den Hessengau und im Osten an den Augau um die Weser. Wie schon angegeben erstreckt er sich um den Fluss Nethe.

## Naturräumliche Gliederung

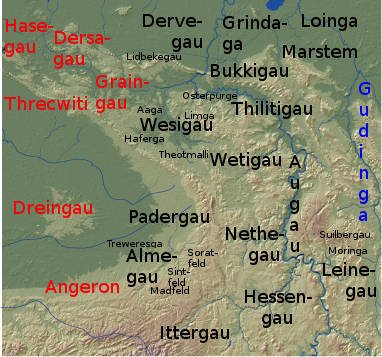
Ungefähre Lage der mittelalterlichen Gaue in Ostwestfalen-Lippe, rot: westfälische Gaue, schwarz: ursprünglich engrische Gaue, blau: ostfälische Gaue.

„Nethegardi“ statt Bezeichnung als Gau in der Gaukarte „TABULA ANGARIAE IN DIOECESI PATERBORNENSI“ des Christian Ulrich Grupen, 1740

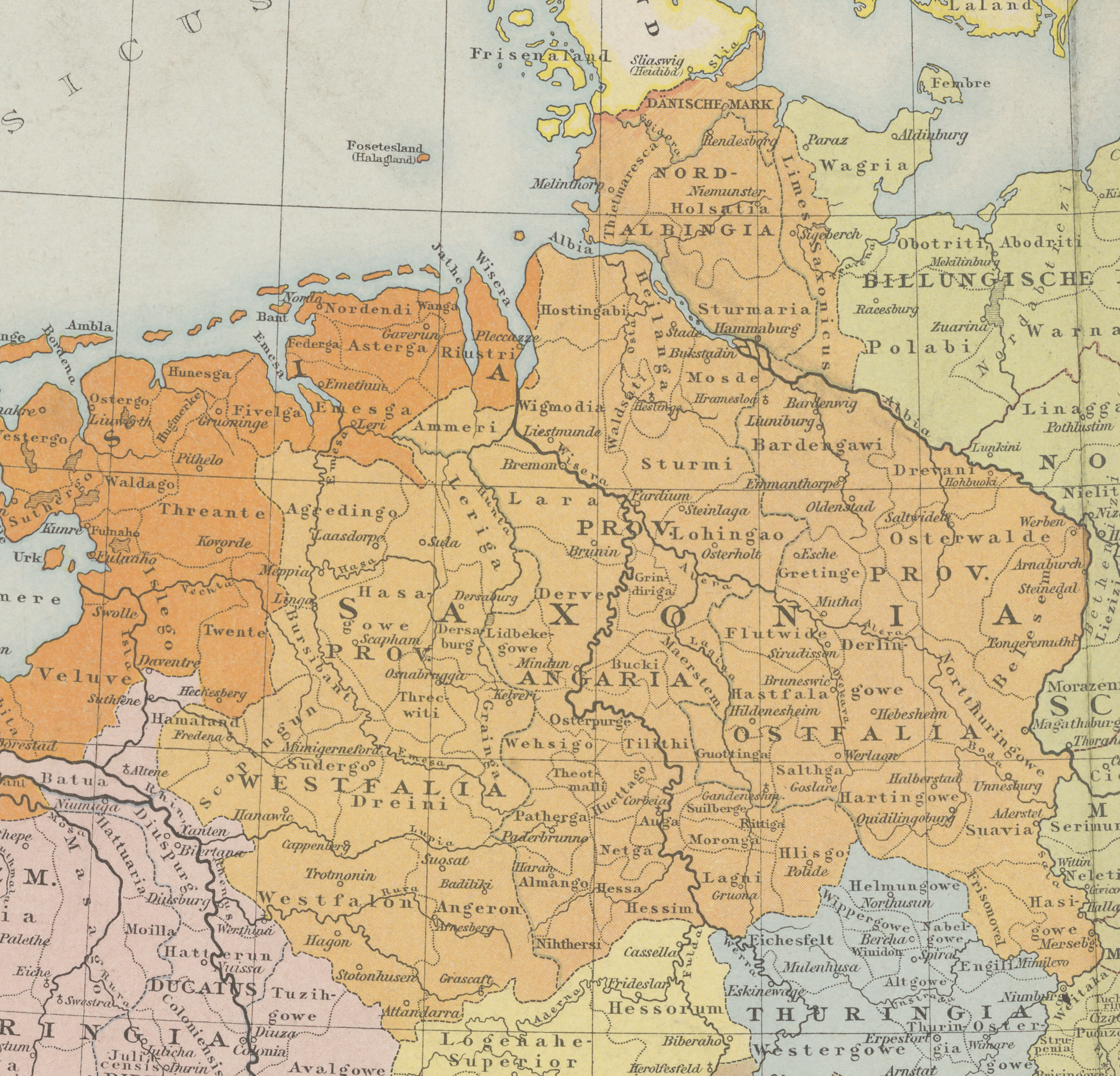
Die klar abgegrenzten mittelalterlichen Gaue des Herzogtum Sachsens um 1000 aus dem Allgemeinen Historischen Handatlas von Gustav Droysen von 1886.

Nach dem Handbuch der naturräumlichen Gliederung Deutschlands liegt der Nethegau in der Haupteinheitengruppe D36 Weser- und Weser-Leine-Bergland (Niedersächsisches Bergland), zu der die alten Haupteinheitengruppen 36 Oberes Weserbergland und 37 Weser-Leine-Bergland, an denen der Nethegau Anteil hat, sowie 53 Unteres Weserbergland zusammengefasst wurden. Hier sind zu erwähnen:
- die Haupteinheit 361 Oberwälder Land, auf dessen Naturräume 361.00 Nieheim-Brakeler Bergland, 361.01 Fürstenauer Berge und 361.02 Bever-Diemel-Kalkbergland sich der Hauptteil des Gaus erstreckt.
- die Haupteinheit 360 Warburger Börde, an deren Untereinheit 360.0 Große Börde, ehemals als 361.1 Borgentreicher Land eingeordnet, der Gau im Süden Anteil hat.
- die Haupteinheit 363 Egge-Gebiet, auf dessen Untereinheit 362.2 Östliches Eggevorland sich Teile des Gaus im Westen erstrecken.

Wichtigstes Gewässer ist die Nethe mit ihren Zuflüssen.

## Nethegau und Grafschaftsverfassung
Bei diesem Thema ist zu berücksichtigen, dass umstritten ist, ob die fränkische Grafschaftsverfassung im von Karl dem Großen eroberten Sachsen mit der Fläche nach abgegrenzten Grafschaftsbezirken konsequent eingeführt wurde, bzw. bis wann sie dort bestand und ob die Grafschaften den landschaftlichen Gaunamen entsprachen. Sicher ist, dass die Grafschaften von Immunitäts-, Pfalz-, Forst- und Allodialbezirken sowie Marken durchsetzt waren, in denen die Gewalt der Grafen nicht galt. Auch einzelne Personengruppen waren davon ausgenommen.
Als Grafen sind im Nethegau erwähnt:
- 940 Dendus und Hampo
- 965 Ludolf (Vogt)
- 1021 Dodico
- 1033 Hermann

Im Laufe der Zeit ging die Herrschaft über das Gebiet an das Hochstift Paderborn und in Teilen auch an die Fürstabtei Corvey über.

## Der Nethegau in der Literatur
Die Dichtung Dreizehnlinden von Friedrich Wilhelm Weber ist dort ebenso zu verorten wie Die Judenbuche von Annette von Droste-Hülshoff.
Weber besingt im ersten Teil seines Epos eine Wanderung durch den Nethegau:
Aus dem Nethegau
Wonnig ist’s, in Frühlingstagen

Nach dem Wanderstab zu greifen

Und, den Blumenstrauß am Hute,

Gottes Garten zu durchschweifen.

Oben ziehn die weißen Wolken,

Unten gehn die blauen Bäche,

Schön in neuen Kleidern prangen

Waldeshöh’ und Wiesenfläche. …